# Serafão
Serafão is een plaats (freguesia) in de Portugese gemeente Fafe en telt 1195 inwoners (2001).

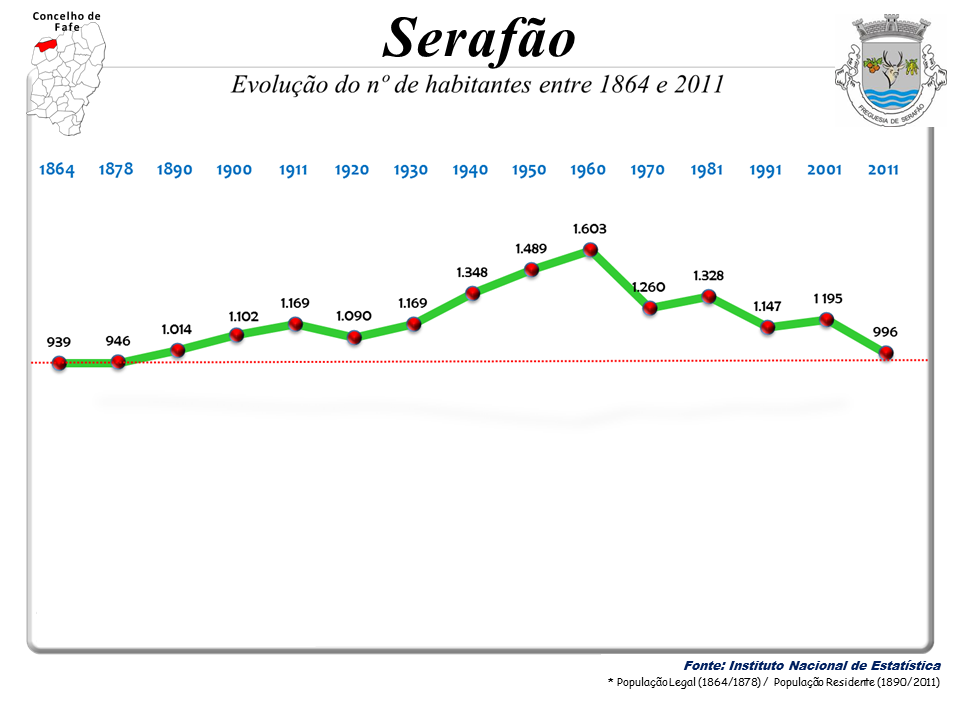
Bevolkingsontwikkeling tussen 1864 en 2011